# ميثانية رزمية باركيرية
ميثانية رزمية باركيرية (الاسم العلمي: Methanosarcina barkeri) هي نوع من العتائق تتبع جنس الميثانية الرزمية من فصيلة الميثاناوية الرزمية     .	